# سكيلت (ألبوم)
سكيلت (بالإنجليزية: Skillet)‏ هو أول ألبوم لفرقة الروك المسيحي سكيلت. أُصدر في 1996 بشكل سي دي وكاسيت من تسجيلات فورفرونت وتسجيلات آردنت، ويضهر كلمات مسيحية قوية مع ستايل صوت الجرونج روك. في ذلك الوقت سكيلت كانت فرقة مكونة من ثلاثة أعضاء وهم جون كوبير في الغناء والبيس والبيانو، تري ماكلوركين في الطبل والغناء المساعد، وكين ستورتس في الإيتار والغناء المساعد مزج الإيتار.

## روابط خارجية
- سكيلت على موقع أول موفي (الإنجليزية)